# ليلي جلادستون
ليلي جلادستون هي ممثلة أمريكية ولدت في 2 أغسطس 1986.